# Hygropora longicornis
Hygropora longicornis är en skalbaggsart som beskrevs av Mary E. Palm 1949. Hygropora longicornis ingår i släktet Hygropora, och familjen kortvingar. Arten är reproducerande i Sverige.